# Галлахер, Чарльз
Ча́рльз Га́ллахер (англ. Charles Gallagher; 3 ноября 1940, Глазго — 11 июля 2021) — шотландский и ирландский футболист, играл на позиции нападающего.

## Биография

### Игровая карьера
Большую часть своей футбольной карьеры Галлахер играл за «Селтик». Дебютировал за «кельтов» в Кубке шотландской лиги 22 августа 1958 года в матче против «Рэйт Роверс» — «Селтик» выиграл со счётом 1:0. В составе «Селтика» Галлахер отыграл 12 сезонов, став частью команды, в составе которой выиграл 5 чемпионских титулов, 3 Кубка Шотландии и 5 Кубков шотландской лиги. Главным успехом за эти годы была победа в финале Кубка европейских чемпионов 1967 года над «Интернационале» со счётом 2:1, но Галлахер в том финале не принимал участия. Всего во всех турнирах сыграл за «Селтик» 171 матч и забил 32 гола.
Затем он перешёл в «Дамбартон», в котором отыграл три сезона и завершил игровую карьеру.

### Смерть
Скончался 11 июля 2021 года в возрасте 80 лет.

## Достижения
«Селтик»
- Чемпион Шотландии (5): 1965/66, 1966/67, 1967/68, 1968/69, 1969/70
- Обладатель Кубка Шотландии (3): 1964/65, 1966/67, 1968/69
- Обладатель Кубка шотландской лиги (5): 1965/66, 1966/67, 1967/68, 1968/69, 1969/70
- Победитель Кубка европейских чемпионов (1): 1966/67

«Дамбартон»
- Победитель Первого дивизиона (1): 1971/1972